# 玉川 (相模川水系)
玉川（たまがわ）は、神奈川県厚木市を流れる相模川水系の河川。

## 地理
神奈川県厚木市の伊勢原市との境界付近に源を発し東へ流れる。厚木市の南部を流れ、途中で恩曽川を合わせ、厚木市戸田付近（戸沢橋の上流）で相模川に合流する。上流域では比較的汚染が進んでおらず、ウグイやヤマベまれに鮎の稚魚もみられる。

## 名称の由来
他の玉川にも見られるように、玉（勾玉）の材料の石が採取できたからであるといわれている。源流近くの日向薬師近辺ではそれらしき石が見つけられる場合がある。
流域の厚木市小野近辺が玉川地区と呼ばれており、周囲には厚木市立玉川小学校、厚木市立玉川中学校などが存在する。玉川の一部を整備し、家鴨を放し飼いにしたアヒルの里なども展開され市民の憩いの場になっている。

## 歴史
元来、花水川（金目川）の支流として南へ流れ、神奈川県平塚市に至っていたが、度々氾濫を起こし河川域に水害をもたらしていたため、河川改修によって現在の流路に変わり、相模川水系の支流の一つとなった。平塚市北部で、伊勢原源流の歌川・渋田川・旧･玉川の合流地点を見ることが出来る。元の玉川の名残は旧･玉川として一部用水路に使用されているが、往時の面影を見ることはできない。
- 1939年（昭和14年）3月：神奈川県が「玉川沿岸用排水改良事業計画概要」を発表。
- 1942年（昭和17年）1月：玉川改修工事起工。
- 1946年（昭和21年）4月：玉川改修工事完了。相模川へ流路の付け替え。

## 橋梁
- 中沢橋（神奈川県道64号伊勢原津久井線）
- 小野橋（神奈川県道63号相模原大磯線・神奈川県道603号上粕屋厚木線の重複区間）
- 東名高速道路玉川橋梁
- 船子橋（国道246号）
- 小田急小田原線玉川橋梁
- 小田原厚木道路玉川橋梁
- 酒井橋（国道129号）